# Anna Krupa
Anna Krupa (ur. 21 sierpnia 1981 w Piekielniku) – polska pedagog i aktorka. Laureatka nagrody Człowiek bez barier 2007.
Jest bohaterką cyklu reportaży w „Gazecie Wyborczej”, „Rzeczpospolitej”, miesięczniku „Pani” czy „Integracji”. Fotoreportaż o Annie Krupie Adama Golca został nagrodzony na „Grand Press Photo” 2008 i „Klaty roku” Gazety Wyborczej. Wystąpiła w reklamie społecznej „Mimo wszystko” z aktorem Maciejem Stuhrem. Laureatka wyróżnienia magazynu Integracja w konkursie „Człowiek bez barier” 2007. Studentka Polish Open University w Krakowie. W 2008 roku zagrała w filmie Skarby Ani K scenariusz i reżyseria Małgorzata Gryniewicz, za rolę w filmie otrzymała Nagrodę – Dyplom Honorowy na Festiwalu Mediów Człowiek w Zagrożeniu w Łodzi. Jest pierwszą kobietą w Polsce, która nie mając rąk skoczyła ze spadochronem z wysokości 4 tys. m. (2004). Nauczycielka języka angielskiego w Szkole Integracyjnej w Czerwiennem. Współpracuje z fundacją Anny Dymnej
Mimo Wszystko.

## Filmografia
- 2009: Matka – reportaż
- 2008: Skarby Ani K – bohater filmu[5]

### Nagrody filmowe
| Rok  | Festiwal                                                                     | Nagroda za film Skarby Ani K                  |
| ---- | ---------------------------------------------------------------------------- | --------------------------------------------- |
| 2008 | XIX Festiwal Mediów w Łodzi „Człowiek w Zagrożeniu”                          | Nagroda – Dyplom honorowy dla bohaterki filmu |
| 2009 | VI Europejski Festiwal Filmowy „Integracja Ty i Ja” w Koszalinie             | Nagroda Specjalna Jury                        |
| 2011 | I Przegląd Filmów Edukacyjnych „Człowiek w poszukiwaniu wartości” w Kielcach | Statuetka „Filmowego Ziemowita”               |

## Reklama (radio i telewizja)
- 2008: reklama społeczna z udziałem Macieja Stuhra „Mimo wszystko”[11]
- 2009: Spot reklamowy Sprawni zawodowo Państwowego Funduszu Rehabilitacji Osób Niepełnosprawnych[12]

## Programy telewizyjne
- 2004: „Anna Dymna – Spotkajmy się” TVP2 – gość programu.
- 2008: Magazyn Ekspresu Reporterów w TVP2 – bohaterka reportażu
- 2008: „Zielone drzwi” w Dzień Dobry TVN[13] – bohaterka reportażu
- 2009: prezentacja filmu konkursowego „Skarby Ani K” Telewizyjny festiwal Kult Off Kino na antenie TVP Kultura[14]
- 2009: „Skarby Ani K” na antenie TVP3 Łódź
- 2009: „Skarby Ani K” na antenie Toya
- 2009: „Skarby Ani K” na antenie Telewizja WTK
- 2010: „Rozmowy w toku” odcinek pt. „Kobiety bez rąk...”[15] – jedna z bohaterek w programie.
- 2010–2011: „Skarby Ani K” na antenie Planete